# Bacchus (Rubens)
Pour les articles homonymes, voir Bacchus (homonymie).
Bacchus est une peinture mythologique du peintre flamand Pierre Paul Rubens, créée vers 1640. Elle est conservée au musée de l'Ermitage à Saint-Pétersbourg.

## Thème
Le personnage principal est le dieu romain du vin et la fertilité Bacchus. Sa figure, seul ou accompagné de son exotique cortège, satyres, bacchantes, Silène, a été souvent représentée  par les artistes européens depuis la Renaissance. Elle figure dans de nombreuses peintures et beaucoup d'œuvres musicales et lyriques. La figure du dieu symbolisait souvent l'automne et le mois d'octobre, qui était un mois de fêtes et de jeux en l'honneur aux vendanges terminées et à la fermentation du vin jeune.

## Description

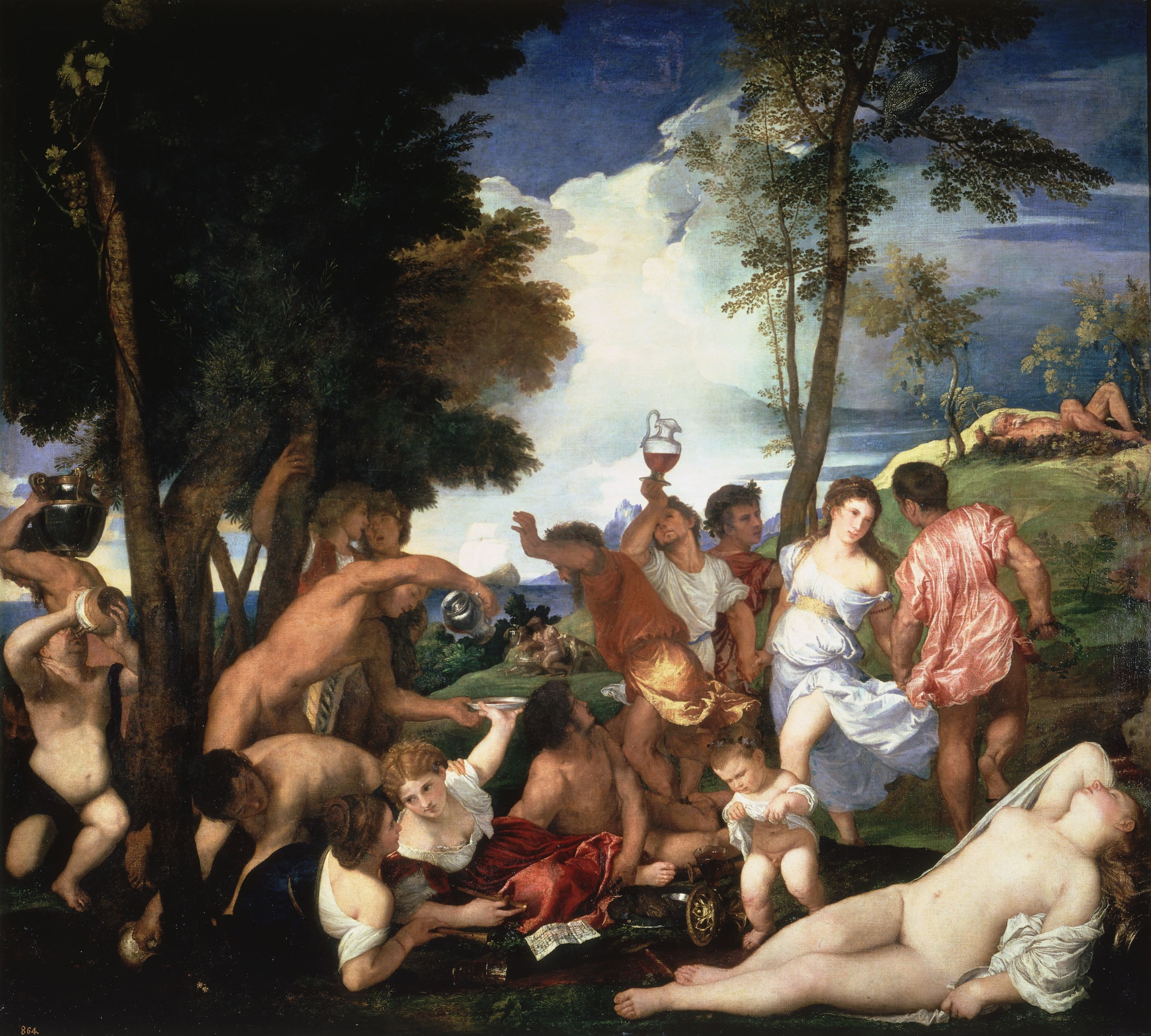
Bacchanale, de Titien.

Les bacchanales sont souvent présentes dans les œuvres de Rubens, mais le dieu lui-même a été peu de fois représenté. À l'opposé des représentations habituelles d'alors, qui le dépeignaient comme un jeune homme attirant, ici Rubens montre Bacchus comme un homme corpulent et flasque, assis sur un tonneau de vin, entouré d'un satyre, une bacchante et deux putti. Il appuie un pied sur un tigre allongé docilement, en train de mordre dans une grappe. La bacchante, s'appuyant sur l'épaule du dieu, lui sert du vin d'une jarre dans la coupe d'or que le dieu lui tend distraitement. Elle renverse une partie du liquide qu'elle sert, les gouttes de vin tombant dans la bouche du putti positionné en dessous. À l'arrière, le satyre vu de dos boit dans une amphore métallique, pendant qu'à sa droite l'autre enfant lève sa chemise et urine sans gêne.
La tête de Bacchus a probablement été modelée à partir d'un buste romain de marbre de l'empereur Vitelius,.
Une copie identique du tableau de Rubens est conservé dans la Galerie des Offices de Florence.

## Histoire
Le tableau était l'un des rares encore présents dans son étude après la mort du peintre. Il a été hérité par son neveu Philip Rubens, qui a vendu l'œuvre au prince Richelieu. De la collection du prince, la peinture est arrivée à la collection Crozat et après, en 1772, avec l'ensemble de la collection, a été achetée pour le Musée de l'Ermitage.

## Source de traduction
- (es) Cet article est partiellement ou en totalité issu de l’article de Wikipédia en espagnol intitulé « Baco (Rubens) » (voir la liste des auteurs).